# فريتيجيرن
فريتيجيرن هو أحد الزعماء قبيلية الطرونجة القوطية من القرن الرابع الميلادي، اشتهر بفضل انتصاراته على الرومان أثناء الحرب القوطية (376-382)، كان قد اعتنق المسيحية الاريوسية قبل الحرب. اختلف فيما بعد مع زعيمه أثاناريك حيث فضل عقد اتفاقيات سلام مع الرومان لاجل تأمين وضعية شعبه ولأجل ان يمنحه المأوى من أعدائهم الهون، وكان قد عقد الصلح مع عدة أباطرة من فالنس وجراتيان وثيودوسيوس الأول. انشق فريتيجيرن مع اتباعه فيما بعد عن أثاناريك بعد قيامه باضطهاد المسيحيين ودخلوا في حرب كانت الكفة فيها لصالح أثاناريك، ليطلب فريتيجيرن العون من الإمبراطور فالنس، حيث أرسل له جيش من تراقيا وتمكنوا من هزيمة أثاناريك في داقية ليخرج هو وأتباعه من حدود الامبراطورية. سمح فالنس ببقاء فريتيجيرن وجماعته داخل الامبراطورية مقابل اعلان ولائه لروما. بعد مرور عدة سنوات ضربت المجاعة منطقة داقية ليختلف مع الرومان بسبب استغلالهم لسوء حال القوط، فقرر محاربة وتوغل نحو تراقيا مستعين بمرتزقة من الهون و الألانيين، حارب الإمبراطور فالنس نفسه في معركة أدريانوبل والتي قتل بها الإمبراطور، استمر بالإغارة على مناطق في البلقان وآسيا الصغرى حتى عقد اتفاقية سلام مع الامبراطورين جراتيان وثيودوسيوس في سنة 382 ولا يعرف مصيره فيما بعد.